# Nancy Benoit
Nancy Elizabeth Benoit, född den 21 maj 1964, död den 22 juni 2007, var en professionell brottarmanager. Hon avled i ett mord-/självmordsdrama, där hennes make, brottaren Chris Benoit, ströp henne och deras son, varpå han hängde sig själv.

## Brottare som hon var manager för
Referens:
- 2 Cold Scorpio
- Arn Anderson
- Butch Reed
- Ron Simmons Chris Benoit
- D.C. Drake
- Ric Flair
- Dean Malenko
- Shane Douglas Johnny Hotbody
- Kevin Sullivan
- Larry Winters
- The Sandman Psicosis
- The Purple Haze
- Randy Savage
- The Tazmaniac
- Rick Steiner
- Scott Steiner
- Ron Slinker